# Parafia Wniebowzięcia Najświętszej Maryi Panny w Trąbkach Wielkich
Parafia Wniebowzięcia Najświętszej Maryi Panny w Trąbkach Wielkich – parafia i sanktuarium rzymskokatolickie. Mieści się we wsi Trąbki Wielkie przy ulicy Gdańskiej w gminie Trąbki Wielkie. Wchodzi w skład dekanatu Trąbki Wielkie w archidiecezji gdańskiej.
Decyzją arcybiskupa metropolity gdańskiego – Sławoja Leszka Głódzia, z dnia 23 kwietnia 2020 parafia została mianowania siedzibą dekanatu Trąbki Wielkie.

## Historia
Kościół został wybudowany w latach 1720–1740. W XVIII wieku parafia zarządzana była przez proboszczów z Kłodawy i odwrotnie, Kłodawska parafia przez proboszcza z Trąbek. Osobliwością jest obraz Matki Bożej Trąbkowskiej, uznawany przez wiernych za cudowny, czczony od XVII wieku (pierwsza wzmianka o nim pochodzi z roku 1683). 12 czerwca 1987 obraz został ukoronowany przez papieża Jana Pawła II na gdańskiej Zaspie. Od tego czasu wprowadzono tygodniowy odpust związany ze świętem Narodzenia Matki Bożej – od I do II niedzieli września.

## Kościół filialny
- Kościół Miłosierdzia Bożego – Czerniewo, ul. Gdańska[3]